# Герб Костянтинополя
Герб Костянтино́поля — символ села Костянтинопіль Донецької області. Автор — Едуард Савченко, на основі герба Олега Киричка 1998 року.

## Опис
Існує легенда, що свою назву село одержало при своєму заснуванні і заслужило це великим жертвопринесенням (подвійною гекатомбою — жертвою з двохсот биків). Певно саме це і лягло в основу проєкта герба села від Олега Киричка. На оновленій версії герба голова бика розміщена на тлі червоного (кровавого кольору). По-перше, це добре поєднується з концепцією жертвоприношення 200 биків, а також це колір прапора Візантії, столиця якої дала назву цьому селу. Якщо бути точним, то колір візантійських прапорів цинобровий, але такого в геральдиці немає.
Кавун символізує, що Константинополь завжди славився своїм баштаном.

## Історія
09 червня 1998 року затверджено герб авторства Олега Киричка. У верхній лазоревій частині голова бика, пронизана ліворуч золотим мечем. У нижній зеленій половині щита — золоті колосся, увігнуті покладені навхрест, що супроводжуються у вершині золотими літерами — 1779. Голова бика та колосся у нижній частині герба показують, що основним видом діяльності мешканців Константинополя є сільське господарство та тваринництво. Теракотовий пояс із менадром показує що село засноване грецькими переселенцями, нащадки яких і становлять більшість населення села наразі.